# Trolejbusy w Karagandzie

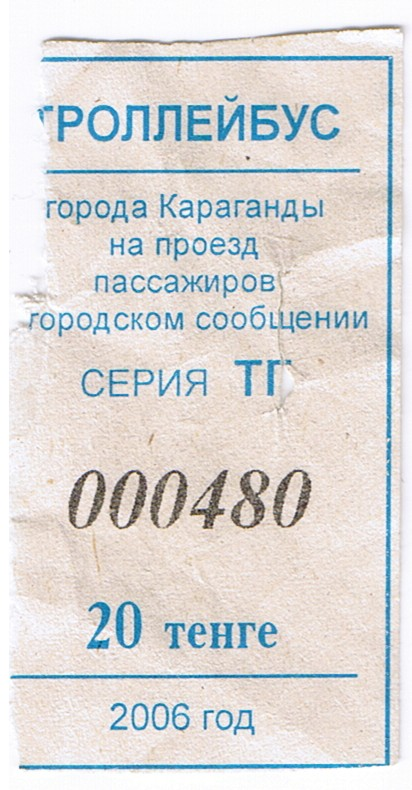
Bilet na trolejbus

Trolejbusy w Karagandzie − zlikwidowany system komunikacji trolejbusowej w Karagandzie w Kazachstanie.
Trolejbusy w Karagandzie uruchomiono w maju 1967 na trasie Wokzał - Trest „Leninugol”. Najwięcej linii trolejbusowych było w latach 70. XX wieku – działało wówczas 7 linii. Ostatniej rozbudowy linii trolejbusowych dokonano latem 1992. Od 1999 w Karagandzie działały dwie trasy:
- 2: Jugo-Wostok ↔ Trolejbusnyj park
- 7: Jugo-Wostok ↔ Kafie „Aelita”

Trolejbusy ostatecznie zamknięto 20 kwietnia 2010.

## Tabor
Pierwszymi trolejbusami eksploatowanymi w Karagandzie były ZiU-5. W 2006 były eksploatowane następujące typy trolejbusów:
- МТW-82 – 2 sztuki
- ZiU-5 – 50 sztuk
- ZiU-9 – 127 sztuk
- KTG – 1 sztuka
- BTZ-527600 – 10 sztuk

Najnowsze trolejbusy BTZ-527600 z lat 2002–2006 po zamknięciu sieci zostały sprzedane do Aktobe.